# Кад сам био мали
„Кад сам био мали” је југословенска телевизијска серија снимљена 1964. године у продукцији Телевизије Београд.
| Гост                | Датум             |
| ------------------- | ----------------- |
| Александар Поповић  | 25.децембра 1965. |
| Бранко Ћопић        | 1964              |
| Јованка Бјегојевић  | 5. фебруара 1966. |
| Љуба Тадић          | 14. маја 1966.    |
| Мија Алексић        | 16.октобра 1966.  |
| Оскар Данон         | 11. јуна 1966.    |
| Предраг Лаковић     | 27.новембра 1966. |
| Радивоје Лола Ђукић | 22. јануара 1967. |
| Светозар Глигорић   | 11.децембра 1965. |
| Вељко Петровић      | 27.новембра 1965. |
| Влада Булатовић Виб | 22. јануара 1966. |

Комплетна ТВ екипа ▼
| Редитељ              | Александар Антић | (11 еп. 1964—1967)      |
| Сценариста           | Душан Радовић    | (11 еп. 1964—1967)      |
| Директор фотографије | Вуко Карановић   | (непознат број епизода) |